# Michel Stievenard
Michel Stievenard (Waziers, 21 settembre 1937) è un ex calciatore francese, di ruolo attaccante.